# Club de Fútbol Atlético Ciudad
El Club de Fútbol Atlético Ciudad és un club de futbol amb seu en Lorquí, Múrcia. Va ser fundat l'any 2003 com Escuelas Municipales Deportivas Lorquí, i posteriorment convertit en CA Ciudad de Lorquí com a projecte per fer renàixer el Ciudad de Murcia. En 2008 canvia el seu nom novament a Club de Fútbol Atlético Ciudad. Actualment milita en la Segona Divisió B.